# 福岡県道716号水田大川線
福岡県道716号水田大川線（ふくおかけんどう716ごう みずたおおかわせん）は、福岡県筑後市から大川市に至る一般県道である。

## 概要
筑後市大字水田から大川市大字向島に至る。

### 路線データ
- 起点：福岡県筑後市大字水田（水田交差点、福岡県道703号柳川筑後線上、福岡県道721号船小屋停車場水田線終点）
- 終点：福岡県大川市大字向島（筑後川昇開橋付近）
- 総延長：約9 km

## 歴史
- 2008年（平成20年）3月28日 - 福岡県告示第545号により、大川東IC入口交差点 - 堤町交差点までの区間が当路線として指定され、北古賀交差点 - 東町交差点の区間の旧道の県道指定が解除される[1]。
- 2021年（令和3年）10月15日 - 福岡県告示第865号により、福岡県道703号柳川筑後線と重複するかたちで起点の位置が水田中町交差点から水田交差点に変更される[2]。

## 路線状況

### 旧道
2008年（平成20年）3月29日に暫定開通した有明海沿岸道路の一般部のうち、大川市大字三丸の大川東IC入口交差点から同市大字津の堤町交差点までの区間が当路線として指定され、北古賀交差点から東町交差点の区間の旧道は県道の指定を解除された。旧道と有明海沿岸道路との直接接続はないため、福岡県道765号鐘ヶ江酒見間線および福岡県道768号新田榎津線と重複して旧道を迂回する経路となった。

### 重複区間
- 福岡県道703号柳川筑後線（筑後市大字水田・水田交差点（起点） - 筑後市大字水田・水田中町交差点、190 m[2]）
- 国道385号旧道（柳川市西蒲池・柳川北交差点 - 柳川市西蒲池・西蒲池北交差点）
- 福岡県道765号鐘ヶ江酒見間線（大川市大字北古賀・北古賀交差点 - 大川市大字三丸・大川東IC入口交差点）
- 福岡県道768号新田榎津線（大川市大字津・堤町交差点 - 大川市大字榎津・東町交差点）
- 福岡県道767号本町新田大川線（大川市大字向島 - 大川市大字向島・若津下町交差点）

### 道路施設

#### 橋梁
- 下町橋（筑後市）
- 折地造出橋（筑後市）
- 大道橋（筑後市）
- 新一の坪橋（三潴郡大木町）
- 中土井橋（柳川市）
- 松橋（柳川市）
- 越棟橋（柳川市）
- 田中橋（大川市）
- 向船津田橋（大川市）
- ふなつだばし（大川市）
- 兼木橋（大川市）
- 明治橋（花宗川、大川市）

## 地理

### 通過する自治体
- 筑後市
- 三潴郡大木町
- 柳川市
- 大川市

### 交差する道路
| 交差する道路                                                         | 市町村名 | 市町村名 | 交差する場所 | 交差する場所                |
| -------------------------------------------------------------------- | -------- | -------- | ------------ | --------------------------- |
| 福岡県道703号柳川筑後線 重複区間起点 福岡県道721号船小屋停車場水田線 | 筑後市   | 筑後市   | 大字水田     | 水田交差点 / 起点           |
| 福岡県道703号柳川筑後線 重複区間終点 福岡県道791号富久瀬高線         | 筑後市   | 筑後市   | 大字水田     | 水田中町交差点              |
| 福岡県道89号瀬高久留米線                                             | 筑後市   | 筑後市   | 大字古島     | 古島交差点                  |
| 福岡県道83号大和城島線                                               | 三潴郡   | 大木町   | 大字高橋     | 高橋交差点                  |
| 福岡県道23号久留米柳川線                                             | 柳川市   | 柳川市   | 金納         | 金納交差点                  |
| 国道385号 / 旧道 重複区間起点 国道385号 / 三橋大川バイパス           | 柳川市   | 柳川市   | 西蒲池       | 柳川北交差点                |
| 国道385号 / 旧道 重複区間終点 福岡県道702号柳川城島線                | 柳川市   | 柳川市   | 西蒲池       | 西蒲池北交差点              |
| 福岡県道765号鐘ヶ江酒見間線 重複区間起点                             | 大川市   | 大川市   | 大字北古賀   | 北古賀交差点                |
| 国道208号 国道443号 重複                                             | 大川市   | 大川市   | 大字三丸     | 兼木交差点                  |
| 有明海沿岸道路 福岡県道765号鐘ヶ江酒見間線 重複区間終点              | 大川市   | 大川市   | 大字三丸     | 大川東IC入口交差点 大川東IC |
| 有明海沿岸道路 福岡県道768号新田榎津線 重複区間起点                  | 大川市   | 大川市   | 大字津       | 堤町交差点 大川中央IC       |
| 福岡県道768号新田榎津線 重複区間終点                                 | 大川市   | 大川市   | 大字榎津     | 東町交差点                  |
| 福岡県道734号若津港線                                                | 大川市   | 大川市   | 大字榎津     | 明治橋交差点                |
| 福岡県道767号本町新田大川線 重複区間起点                             | 大川市   | 大川市   | 大字向島     |                             |
| 福岡県道767号本町新田大川線 重複区間終点                             | 大川市   | 大川市   | 大字向島     | 若津下町交差点              |

### 交差する鉄道
- 西鉄天神大牟田線

### 沿線
- 水田天満宮（山梔窩）
- 西鉄天神大牟田線 蒲池駅
- 古賀政男記念館
- 筑後川昇開橋
- 筑後川